# Galina Judina
Galina Judina (ros. Галина Юдина) – radziecka kolarka szosowa, srebrna medalistka mistrzostw świata.

## Kariera
Największy sukces w karierze Galina Judina osiągnęła w 1964 roku, kiedy na szosowych mistrzostwach świata w Sallanches zdobyła srebrny medal w wyścigu ze startu wspólnego. W zawodach tych wyprzedziła ją jedynie rodaczka - Emīlija Sonka, a trzecie miejsce zajęła Rosa Sels z Belgii. Na rozgrywanych trzy lata później mistrzostwach świata w Heerlen zajęła w tej samej konkurencji czwarte miejsce, przegrywając walkę o podium z inną reprezentantką ZSRR - Anną Konkiną. Była również dziewiąta na mistrzostwach świata w Nürburgu w 1966 roku. Nigdy nie wystąpiła na igrzyskach olimpijskich (kobiety zaczęły rywalizację olimpijską w kolarstwie w 1984 roku). 